# Hilda Hilst
Hilda de Almeida Prado Hilst conocida como Hilda Hilst (Jaú, 21 de abril de 1930 - Campinas, 4 de febrero de 2004) fue una poeta, cronista y dramaturga brasileña, considerada por la crítica una de las escritoras en lengua portuguesa más importantes del siglo XX.

## Biografía
Hilda de Almeida Prado Hilst fue la única hija del periodista, poeta, ensayista y empresario cafetero Apolônio de Almeida Prado Hilst, hijo de Eduardo Hilst, inmigrante de Alsacia-Lorena, y de Maria do Carmo Ferraz de Almeida Prado. Su madre, Benecilda Vaz Cardoso, era hija de inmigrantes portugueses. Sus padres se separan en 1932 y su madre se muda a Santos con Hilda y Ruy Vaz Cardoso, hijo de su primer matrimonio. En 1935 Apolônio es diagnosticado como paranoico esquizofrénico. 
En 1937 Hilda entró como alumna interna en el colegio Santa Marcelina, en São Paulo, donde cursó primaria y secundaria con brillantes resultados. En ese año su madre le reveló la enfermedad de su padre. En 1945 comenzó la secundaria en el Instituto Presbiteriano Mackenzie, donde permaneció hasta el final del curso. En 1948 entró en la Facultad de Derecho de la Universidad de São Paulo, donde conoció a la escritora Lygia Fagundes Telles, que sería su gran amiga durante toda la vida. Su primer libro, Presságio, publicado en 1950, fue recibido con gran entusiasmo por los poetas Jorge de Lima y Cecília Meireles. En 1951 publicó su segundo libro de poemas Balada de Alzira.
En 1952 termina la carrera de Derecho. La lectura de Carta al Greco, del escritor griego Nikos Kazantzakis, marcó un punto de inflexión: Hilst decide alejarse de la agitada vida en São Paulo y en 1964 comienza a vivir en la hacienda con su madre, cerca de Campinas, mientras se está construyendo una casa para ella dentro de la finca. Finalizados los trabajos de construcción, Hilda se muda a la llamada Casa do Sol, cuidadosamente diseñada por la autora para ser un espacio de inspiración y creación artística. Hilda vivió allí el resto de su vida y hospedó a diversos escritores y artistas durante varios años. Los escritores Bruno Tolentino y Caio Fernando Abreu fueron algunos de los huéspedes de la Casa do Sol. 
Hilda Hilst se dedicó algunos años enteramente a la escritura dramática: crea piezas de teatro con el deseo de comunicarse con urgencia, en un período en que se vivía en Brasil la represión impuesta por la dictadura militar. Publica en 1970 su primera obra en prosa: Fluxo-floema. Según la investigadora alemana Mechthild Blumberg, la prosa de Hilda Hilst se caracteriza por la “inquietud metafísica y la invención literaria”. Luego de una larga experiencia como poeta y una fase de intensa creación de textos dramáticos, sus primeros textos en prosa muestran un lenguaje trabajado intensamente, con atención semejante al de la creación de poemas; novelista y poeta se juntan en una misma experiencia creativa.
Hilda Hilst fue una mujer desenfadada y precoz para su época. Se manifestó en público a favor de la libertad femenina, en el ámbito profesional, artístico, amoroso y erótico. Detestaba que la llamaran poetisa. La escritora Lygia Fagundes Telles cuenta que cierta vez Hilda se presentó en la antigua sala de té de Mappin, en São Paulo, afirmando: "soy poeta". El escritor Guilherme de Almeida, que estaba presente, comentó que la palabra poetisa ya estaba desmoralizada y que cuando una escritora era seria, se consideraba poeta. Hilda Hilst construyó un universo de la mujer que asume su papel social, en un mundo normalmente dominado por el punto de vista masculino: "Me dio el amor este don:/ Para decir en poesía./ Poeta y amante es lo que soy..." (en: Trovas de amor para um amado senhor). Su trabajo creativo y sus actitudes, poco comprendidos por los conservadores, contribuyeron mucho a una amplitud de visión: "Una de las funciones de los escritores está en ampliar los horizontes morales de donde vive. [...] Hilda produjo una buena literatura y sabía desafiar la moral", afirma el escritor Fernando Bonassi (en: O Estado de São Paulo, 5/2/04).
La escritora Hilda Hilst murió en la madrugada del 4 de febrero de 2004, a los 73 años, en Campinas (interior del estado de São Paulo). Tras su fallecimiento, su amigo Mora Fuentes lideró la creación del Instituto Hilda Hilst. El IHH tiene como principal misión el mantenimiento de Casa do Sol, su acervo y la vocación de lugar seguro para la creación intelectual.

## Estilo Literario (en construcción)
Cristiane Grando ha dicho de su obra: Leer a Hilda Hilst es como sumergirse en un universo literario complejo y laberíntico (...) Leer a Hilda Hilst significa entrar en contacto con la dinámica de la vida, con la complejidad humana y del propio texto, en una combinación refinada de sonidos, palabras e imágenes: “No me busques ahí / Donde los vivos visitan / A los llamados muertos. / Búscame / Dentro de las grandes aguas / En las plazas / En el fuego corazón / Entre caballos, perros, / En los arrozales, en el arroyo / O junto a los pájaros / O en el reflejo / De otro alguien, /  Subiendo un duro camino // Piedra, semilla, sal / Pasos de la vida.  Búscame ahí./ Viva.” La traducción pertenece al poeta chileno Leo Lobos.

## El ciclo obsceno
Su trabajo en prosa incluye una serie de textos agrupados por la crítica bajo una pluralidad de etiquetas distintas: literatura erótica, pornográfica y obscena. En concreto, esta etiqueta incluye una serie de textos publicados durante los años ochenta y noventa, la tetralogía en prosa formada por: La obscena señora D (1982), El cuaderno rosa de Lori Lamby (1990), Cartas de un seductor (1991) y Cuentos de escarnio. Textos grotescos (1990).
Según la autora, la escritura de esta colección de libros fue directamente motivada por su obstinado intento de ganar lectores y dinero haciendo algo fácil de leer. Sin embargo, cuando los editores de Gallimard recibieron el manuscrito de Cartas de un seductor para ser traducido, afirmaron que Hilst había transformado la pornografía en arte, como afirma la editorial Gallimard. porque mantuvo una coherencia estética y ética con su tiempo. A través de un arte de lo mundano y lo reprimido, su obra logró denunciar problemáticas sociales como la violencia de género desde un lugar distinto e incómodo para la moral burguesa de la época.
Dado que no existe una unanimidad respecto a las etiquetas que se le aplican a este ciclo de la narrativa hilstiana, varios son los críticos que han discutido en torno a esta cuestión. Alcir Pécora, por ejemplo, afirma que resulta impropio catalogar las novelas de Hilst como eróticas o pornográficas. Para Pécora, lo erótico en la producción literaria de la autora se ajustaría a “una concepción de erotismo construida con las matrices místicas tradicionales de la poesía de Sor Juana Inés, San Juan de La Cruz o Santa Teresa”, y por ello lo erótico en Hilst solo puede registrarse en otras obras como Júbilo, memória, noviciado da paixão, Cantares de perda e predileção o Da morte. Sin embargo, Krzyszrof Kulawik detecta que a menudo se ha citado a Hilda Hilst y su narrativa junto con otras narradoras brasileñas contemporáneas como Cassandra Ríos y Adelaide Carraro, caracterizadas por su narrativa erótica. De esta manera, se estaría añadiendo la etiqueta de literatura erótica a las obras de Hilda Hilst. 
Respecto a la caracterización de la narrativa hilstiana como “pornográfica”, Pécora también la rechaza porque considera que “la crudeza de los textos en cuestión no tiene nunca como efecto o propósito la excitación del lector”. De hecho, la propia autora se refiere a su tetralogía como “pornografía brillante” o “porno-chic” (según la editorial Editora Globo), tal y como explica Bruno Carvalho en la introducción de la obra traducida al inglés. Aunque sus novelas están impregnadas de sexo, explica Adam Z. Levy, Hilst no pretende excitar al lector, sino perturbarlo con una violencia más cercana a de Sade que a E.L. James. 

La categoría de lo obsceno como clave de lectura para esta selección de textos de Hilst ha suscitado muchas polémicas debido a la ambigüedad del término. Pécora resuelve el debate del etiquetaje de la obra de Hilst y cataloga su narrativa como obscena retomando el concepto a la manera en que lo entendía Georges Bataille. Pécora explica que, a diferencia de otros autores abiertamente obscenos, Hilst no se limita a narrar situaciones sórdidas de manera gratuita, sino que lo obsceno en su obra constituye tan solo un punto de partida para otras finalidades:
“Los escritos ostensiblemente obscenos únicamente manifiestan, con una crudeza rayana en lo grosero, en el sarcasmo, en el nonsense o en lo disparatado, un núcleo fuerte que recorre todos los textos hilsteanos como una especie de interdicto de significación”.
En la obra de Hilst, pues, lo obsceno se articula “con un rasgo ostensivo de crueldad cuyo efecto inicial es la risa con dolor, la risa satírica que procura ofender y herir, no la risa pulida y pedagógica de la comedia aristotélica”. 
Siguiendo en esta línea, Kulawik por su parte menciona que la narrativa de Hilst se considera diferente a la literatura erótico-pornográfica de corte comercial. Esto sucede, explica Kulawik, porque la obscenidad y transgresión de convenciones socialmente sancionadas que se hallan en las historias de contenido erótico de Hilst adquieren dimensiones de una oposición política. Kulawik relaciona esto con el carácter subversivo que Ana María Brenes-García atribuye a lo erótico en el campo de la creación literaria: 
“[pornographic fiction as] part of a revolutionary process whose goal would be to unmask the normative cultural categories of gender and sex”.
Nelma Medeiros se posiciona al lado de Kulawik y concibe a Hilda Hilst como una musa anti-pornográfica, pues su obra, al mostrar de manera escatológica tanto la ascesis mística como lo erótico-pornográfico, las diatribas, las peripecias y el derrumbamiento de lo sexual, muestra el ridículo implícito en las censuras morales y sociales de lo erótico y pornográfico.
Helena González Fernández destaca tres prejuicios que condicionan la lectura de la obra de Hilst en torno a esta cuestión. El primero tiene que ver con el hecho de ser mujer intelectual: la consideración de la escritora como musa bohemia a la que no le estaba permitida la escritura, y menos la escritura erótica. El segundo prejuicio radica en la idea común de que la literatura pornográfica banaliza la creación, en tanto que subproducto literario marcado por la falta de ambición estética y por su amoralidad. Como escritora, mujer, los prejuicios son más intensos porque no se le otorga autoridad literaria y porque vulnera la ley moral. Ciertamente, la obscenidad subrayaba una escritura que se opone a alguna cosa.  Si el erotismo, la pasión, tiene que ver con una forma de misticismo, de religión, la pornografía, mezclada con el humor, lleva hacia otra forma de lógica, ya que sus personajes pornográficos reflexionan todo el tiempo. Piensan la subjetividad y el cosmos desde las experiencias del cuerpo sujeto al tabú. Así, su escritura pornográfica, lejos de ser banal, completa un repertorio literario en el que todas las modalidades de la pasión y el eros constituyen formas de aproximarse al mundo.

## Premios y obras
Hilda Hilst escribió durante casi cincuenta años y fue galardonada con los más importantes premios literarios de Brasil. En 1962 recibió el Premio PEN Clube de São Paulo, por Sete Cantos do Poeta para o Anjo (Massao Ohno Editor, 1962). En 1969 la obra O Verdugo fue galardonada con el Premio Anchieta, uno de los más importantes premios del país en su momento. El mismo año la cantata Pequenos Funerais Cantantes, compuesta por su primo, el compositor Almeida Prado, sobre el poema homónimo de Hilst, dedicado al poeta portugués Carlos María Araújo, resultó ganadora en el I Festival de Música da Guanabara*
La Asociación Paulista de Críticos de Arte (Premio APCA) consideró Ficções (Ediciones Quíron, 1977) el mejor libro del año. En 1981 la misma asociación galardonó a Hilda Hilst con el Grande Prêmio da Crítica al conjunto de su obra. En 1984 la Cámara Brasileña del Libro concedió el Premio Jabuti a Cantares de Perda e Predileção  (Massao Ohno - M. Lydia Pires y Albuquerque editores, 1983), y el año siguiente, la misma obra recibió el premio Cassiano Ricardo (Clube de Poesía de São Paulo). Rútilo Nada, publicado en 1993 por la editorial Pontes, recibió el premio Jabuti al mejor cuento. Finalmente, el 9 de agosto de 2002 fue galardonada en la 47.ª edición del Premio Moinho Santista en la categoría poesía.
La escritora además participó, a partir de 1982, del Programa del Artista Residente, de la Universidade Estadual de Campinas - UNICAMP.
Sus obras abordan temáticas socialmente controvertidas. Sin embargo, según confesó la propia escritora en una entrevista a Cadernos de Literatura Brasileira, su trabajo buscaba esencialmente reflejar la difícil relación entre Dios y el hombre.

### Obras traducidas al español
- Cartas de un seductor - Buenos Aires: Cuenco de Plata, 2014
- La Obscena señora D - Buenos Aires: Cuenco de Plata, 2014
- Cuentos de escarnio / Textos Grotescos - México: JUS, 2019

### Obra completa

#### Poesía
- Presságio - SP: Revista dos Tribunais, 1950.
- Balada de Alzira - SP: Edições Alarico, 1951.
- Balada do festival - RJ: Jornal de Letras, 1955.
- Roteiro do Silêncio - SP: Anhambi, 1959.
- Trovas de muito amor para um amado senhor - SP: Anhambi, 1959. SP: Massao Ohno, 1961.
- Ode Fragmentária - SP: Anhambi, 1961.
- Sete cantos do poeta para o anjo - SP: Massao Ohno, 1962. (Prêmio PEN Clube de São Paulo)
- Poesia (1959/1967) - SP: Editora Sal, 1967.
- Amado Hilst- SP: Editora Sal, 1969.
- Júbilo, memória, noviciado da paixão - SP: Massao Ohno, 1974.
- Poesia (1959/1979) - SP: Quíron/INL, 1980.
- Da Morte. Odes mínimas - SP: Massao Ohno, Roswitha Kempf, 1980.
- Da Morte. Odes mínimas - SP: Nankin/Montréal: Noroît, 1998. (Edição bilingüe, francês-português.)
- Cantares de perda e predileção - SP: Massao Ohno/Lídia Pires e Albuquerque Editores, 1983. (Prêmio Jabuti/Câmara Brasileira do Livro.  Prêmio Cassiano Ricardo/Clube de Poesia de São Paulo.)
- Poemas malditos, gozosos e devotos - SP: Massao Ohno/Ismael Guarnelli Editores, 1984.
- Sobre a tua grande face - SP: Massao Ohno, 1986.
- Alcoólicas - SP: Maison de vins, 1990.
- Amavisse - SP: Massao Ohno, 1989.
- Bufólicas - SP: Massao Ohno, 1992.
- Do desejo - Campinas, Pontes, 1992.
- Cantares do Sem Nome e de Partidas - SP: Massao Ohno, 1995.
- Do Amor - SP: Massao Ohno, 1999.

#### Ficción
- Fluxo - Floema - SP: Perspectiva, 1970.
- Qadós - SP: Edart, 1973.
- Ficções - SP: Quíron, 1977. (Prêmio APCA/ Associação Paulista dos Críticos de Arte. Melhor livro do ano.)
- Tu não te moves de ti - SP: Cultura, 1980.
- A obscena senhora D - SP: Massao Ohno, 1982. La obscena señora D. Traduçao ao espanhol. Buenos Aires: Cuenco de Plata, 2014.
- Com meus olhos de cão e outras novelas - SP: Brasiliense, 1986.
- El cuaderno rosa de Lori Lamby - SP: Massao Ohno, 1990.
- Contos D'Escárnio / Textos Grotescos - SP: Siciliano, 1990. Traducçao ao espanhol. México: JUS, 2019.
- Cartas de um sedutor - SP: Paulicéia, 1991. Cartas de un seductor. Traducçao ao espanhol. Buenos Aires: Cuenco de Plata, 2014.
- Rútilo Nada - Campinas: Pontes, 1993. (Prêmio Jabuti/Câmara Brasileira do Livro.)
- Estar Sendo Ter Sido - SP: Nankin, 1997.
- Cascos e Carícias - crônicas reunidas (1992-1995) - SP: Nankin, 1998.

#### Teatro
- A Possessa - 1967.
- O rato no muro - 1967.
- O visitante - 1968.
- Auto da Barca de Camiri - 1968.
- O novo sistema - 1968.
- Aves da Noite - 1968.
- O verdugo - 1969 (Prêmio Anchieta)
- A morte de patriarca - 1969

#### Tesis doctorales
- Kulawik, K. (2001): Travestismo lingüístico. El enmascaramiento de la identidad sexual en la narrativa latinoamericana neobarroca de Severo Sarduy, Diamela Eltit, Osvaldo Lamborghini e Hilda Hilst. University of Florida. Archivado el 23 de abril de 2021 en Wayback Machine.
- Cesarco, L. (2016): The Poetics of Time in the Poetry of Ida Vitale, Hilda Hilst, and Juana Bignozzi. University of Colorado.
- Martínez Teixeiro, A. (2010): A obra literária de Hilda Hilst e a categoria do obsceno. Universidade da Coruña.

#### Artículos en línea
- Cabezas, L.: Inicios poéticos. Escritura, silencio y muerte en Hilda Hilst y Amelia Biagioni. En: XII Congresso Internacional da ABRALIC (Curitiba, 18-22 de julio de 2011): Centro, Centros – Ética, Estética. Argentina: Universidad de Buenos Aires, 2011.
- Grando, C. La Palabra Viva de la escritora Hilda Hilst. Revista Rocinante. Santiago de Chile: septiembre de 2005, vol. VIII, núm. 83.
- Crespi, M. Pornógrafa con culpa y recelo. Revista Ñ (Grupo Clarín). Argentina: febrero de 2015.
- Pécora, A. Hilda Hilst ha muerto. ¡Viva Hilda Hilst! Revista Pesquisa FAPESP. São Paulo: marzo de 2004, ed. 97.
- Levy, A.Z. The obscene Hilda Hilst. Revista Music & Literature. Abril de 2014.
- Véjar, F. (6 de agosto de 2004). La poeta del erotismo. El Mercurio.
- Rey, Pedro B. (30 de mayo de 2014). Lo sagrado y lo profano. La Nación.

### Otros artículos
- Cartas de un seductor
- Do desejo
- El cuaderno rosa de Lori Lamby
- La obscena señora D